# Gabe Nevins
Gabe Nevins est un acteur non professionnel américain né le 26 août 1991. Il a joué dans  le film Paranoid Park, de Gus Van Sant. Ce film a gagné le prix spécial du jury du 60e festival de Cannes en 2007.

## Filmographie
- 2007 : Paranoid Park : Alex